# 민찬호

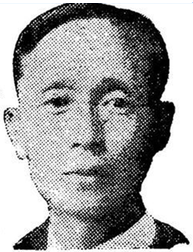
민찬호 목사.

민찬호(閔贊鎬, 1877년 10월 21일 ~ 1954년 2월 5일)는 황해도 평산도호부 출신으로 일제 시기 미국에서 대한인국민회 중앙총회, 동지회, 조선민족혁명당 하와이 총지부 등을 이끌었던 목사이자 독립운동가이다. 1905년, 미국으로 이주하여 목사로서 합성협회, 국민회, 흥사단 등에서 활동하였다. 1918년, 대한인국민회 중앙총회의 결정에 따라 소약소국동맹회의와 필라델피아 대한인자유대회에 참석하였으며, 하와이 한인기독학교의 교장으로도 재직하였다. 본관은 여흥(驪興), 이명(異名)은 민찬호(閔燦鎬) · 민찬호(閔讚鎬)이다.

## 생애 및 활동

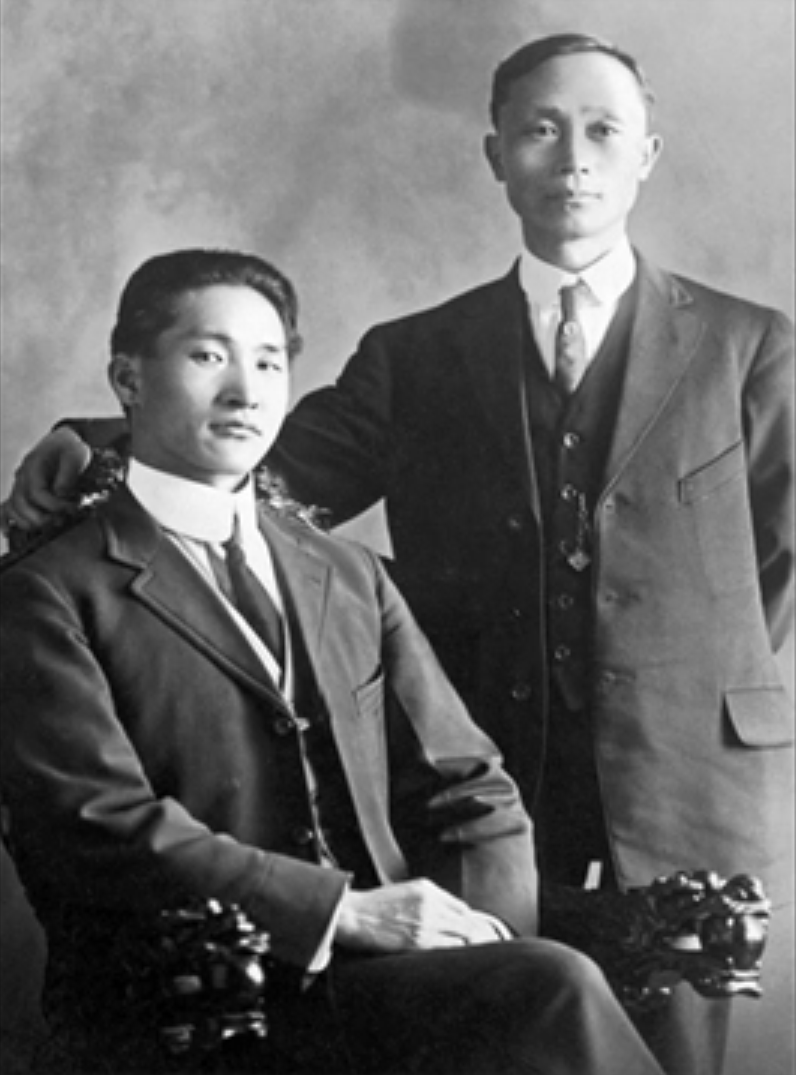
미주로 이주한 민찬호 목사는 목회와 교육을 통한 독립운동을 전개하였다.

민찬호는 1877년, 황해도 평산에서 민형찬의 아들로 태어나, 서울에서 주로 성장했다. 배재학당 재학 중 서재필의 지도를 받아 협성회에 관여했으며 1901년, YMCA가 발족할 때에 초대회장으로 선임되었다.
1905년, 하와이그리스도감리교회에 제2대 목회자로 초빙되어 LA로 유학가기까지 약 6년간 시무하였다. 이후 동포들과 한인상조회(韓人相助會)를 조직하였고 1909년, 국민회(國民會) 창립에 관여했으며 1913년, 안창호 등이 흥사단을 만들 때 이사장으로 활동했다.

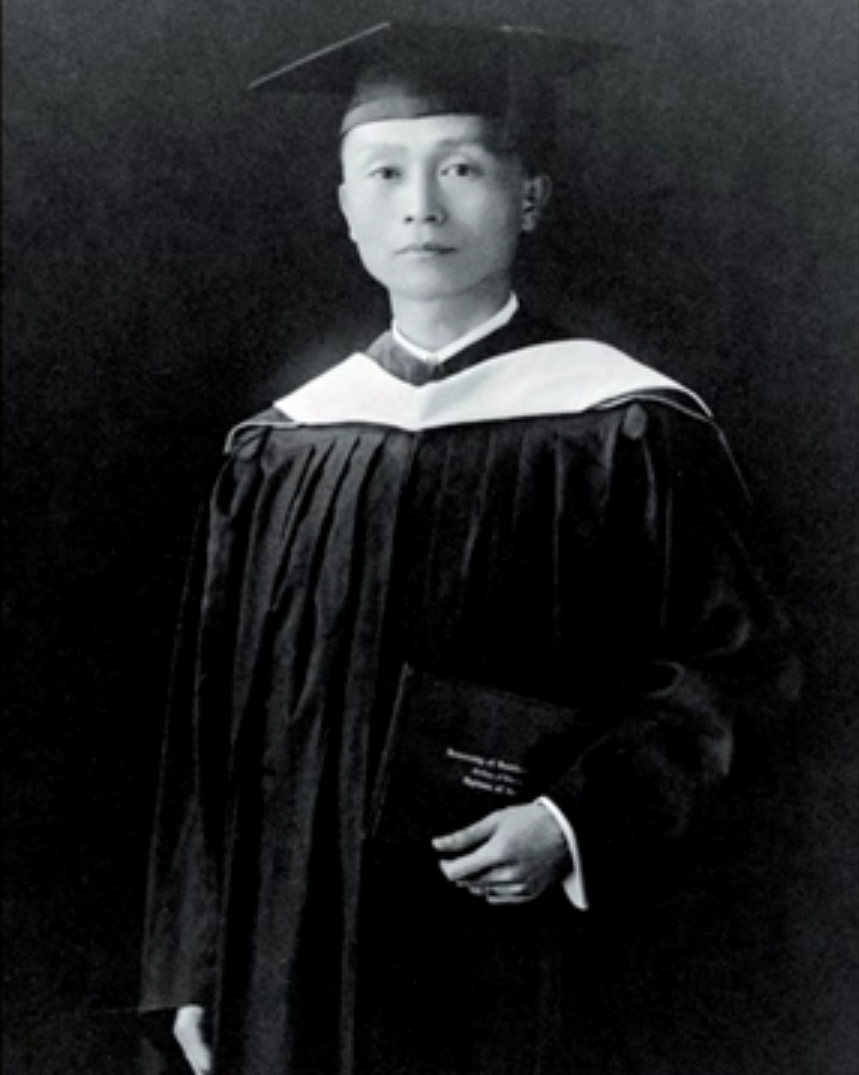
대학교 졸업사진.

1911년, LA 신학교를 졸업하였고 1916년, 남가주 대학에서 학사 및 석사 학위를 취득하였다.
1918년, 파리 강화회의에 파견할 대표로 이승만, 정한경과 함께 뽑혔으나, 미국 정부가 한국 대표의 비자를 발급하지 않아 실제 파견되지는 못했다. 대신 1919년 4월 14일부터 4월 16일까지 3일간 열린 제1차 한인자유대회에 참석하였다.
1919년, 한인기독교회 초대 목사를 역임했으며, 1919년부터 1928년까지 약 10여년간 한인기독학원의 교장으로도 재직했다.
1921년, 호놀룰루에서 동지회가 창립될 때 참가했으며, 1930년대 이후에는 중립적인 위치에서 반이승만 계열인 중한민중동맹단(中韓民衆同盟團)에도 가담했다.

## 기타

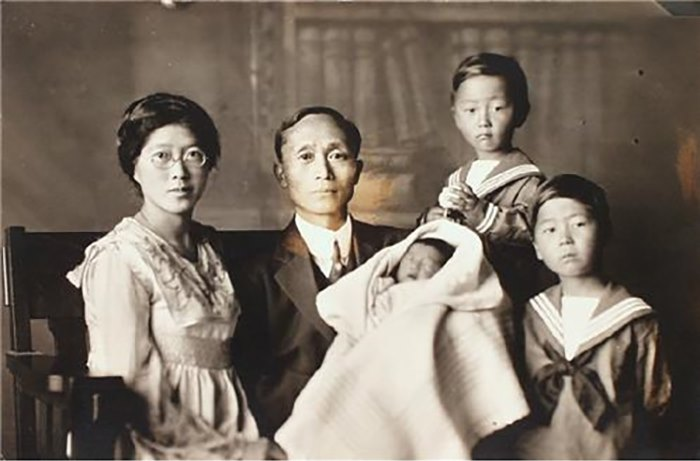
로스앤젤레스에서 찍은 민찬호 가족 사진. 민찬호 목사 부부와 첫째 아들 폴, 둘째 토마스, 갓난아기 필립의 모습이 보이고 있다.

그의 부인인 몰리 홍 민은 하와이 초기 한인 목사였던 홍치범의 동생으로, 영민한 그들 남매는 평양지역 선교 책임자 윌리엄 노블(William Noble) 목사의 도움으로 서울과 미국 등지에서 공부할 수 있었다.
하와이의 엘리트 여학교였던 카와이아하오 여자신학교와 디이컨 신학대학교를 졸업한 몰리 홍은 1913년, 샌프란시스코 감리교 주교인 휴스의 중매로 민찬호를 만나, 같은해 6월 4일에 결혼했다. 그 후 민족운동과 목회활동으로 바빴던 민찬호 목사 대신 집안의 경제를 도맡았으며, 민 목사 사후에는 적십자 활동을 적극적으로 했다.

## 상훈
2017년, 건국훈장 애국장이 추서(追敍)되었다.